# Okręg wyborczy Petersfield
Okręg wyborczy Petersfield powstał w 1547 r. i wysyłał do angielskiej, a następnie brytyjskiej, Izby Gmin dwóch deputowanych. Okręg obejmował miasto Petersfield w hrabstwie Hampshire. W 1832 r. liczbę mandatów przypadających na okręg zmniejszono do jednego. Okręg został zlikwidowany w 1983 r.

## Deputowani do brytyjskiej Izby Gmin z okręgu Petersfield

### Deputowani w latach 1547-1660
- 1586–1587: Edward Radclyffe
- 1588–1589: Benjamin Tichborne
- 1621–1622: Richard Norton
- 1640–1648: William Lewis
- 1659: Josias Child
- 1659: Henry Norton

### Deputowani w latach 1660–1832
- 1660–1661: Thomas Cole
- 1660–1677: Arthur Bold
- 1661–1668: Humphrey Bennet
- 1668–1679: Thomas Neale
- 1677–1685: Leonard Bilson
- 1679–1689: John Norton
- 1685–1690: Thomas Bilson
- 1689–1701: Robert Michell
- 1690–1698: Richard Holt
- 1698–1701: Peter Bettesworth
- 1701–1701: Ralph Bucknall
- 1701–1704: Richard Markes
- 1701–1705: Robert Michell
- 1704–1715: Leonard Bilson
- 1705–1734: Norton Powlett
- 1715–1722: Samuel Pargiter-Fuller
- 1722–1727: Edmund Miller
- 1727–1727: Joseph Taylor
- 1727–1727: Edmund Miller
- 1727–1734: Joseph Taylor
- 1734–1741: William Jolliffe
- 1734–1741: Edward Gibbon
- 1741–1754: John Jolliffe
- 1741–1747: Francis Fane
- 1747–1754: William Conolly
- 1754–1761: William Gerard Hamilton
- 1754–1754: William Beckford
- 1754–1761: John Philipps
- 1761–1768: John Jolliffe
- 1761–1767: Richard Pennant
- 1767–1768: Richard Croftes
- 1768–1802: William Jolliffe
- 1768–1774: Welbore Ellis
- 1774–1780: Abraham Hume
- 1780–1787: Thomas Samuel Jolliffe
- 1787–1790: John Dawnay, 5. wicehrabia Downe
- 1790–1790: George North
- 1790–1791: William Bentinck, markiz Titchfield, torysi
- 1791–1795: Welbore Ellis
- 1795–1796: Charles Greville
- 1796–1797: Hylton Jolliffe
- 1797–1802: John Sinclair
- 1802–1830: Hylton Jolliffe
- 1802–1806: William Best
- 1806–1807: John Ward, torysi
- 1807–1812: Booth Grey
- 1812–1812: George Canning, torysi
- 1812–1820: George Canning
- 1820–1820: Beaumont Hotham, 3. baron Hotham
- 1820–1825: Philip Musgrave
- 1825–1826: James Law Lushington
- 1826–1830: William Marshall
- 1830–1832: William Jolliffe
- 1830–1832: Gilbert East Jolliffe

### Deputowani w latach 1832–1983
- 1832–1833: John Shaw-Lefevre
- 1833–1835: William Jolliffe, Partia Konserwatywna
- 1835–1837: Cornthwaite Hector
- 1837–1838: William Jolliffe, Partia Konserwatywna
- 1838–1841: Cornthwaite Hector
- 1841–1866: William Jolliffe, Partia Konserwatywna
- 1866–1874: William Nicholson
- 1874–1880: William Sydney Hylton Jolliffe
- 1880–1885: William Nicholson
- 1885–1892: William Palmer, wicehrabia Wolmer, Partia Liberalna, od 1886 r. Partia Liberalno Unionistyczna
- 1892–1897: William Wickham
- 1897–1935: William Graham Nicholson, Partia Konserwatywna
- 1935–1941: Reginald Dorman-Smith, Partia Konserwatywna
- 1941–1951: George Darell Jeffreys, Partia Konserwatywna
- 1951–1960: Peter Legh, Partia Konserwatywna
- 1960–1974: Joan Quennell, Partia Konserwatywna
- 1974–1983: Michael Mates, Partia Konserwatywna